# سفارت بلژیک در مسکو
سفارت بلژیک در مسکو (به لاتین: Embassy of Belgium) یک منطقهٔ مسکونی و نمایندگی سیاسی این کشور در روسیه است که در مسکو واقع شده‌است.